# Il padrino (romanzo)
Il padrino (The Godfather) è un romanzo scritto da Mario Puzo, pubblicato negli USA nel 1969, che narra le vicende di una famiglia mafiosa di origini italiane. Il romanzo ebbe uno straordinario successo editoriale anche in Inghilterra, Germania, Francia e Italia, introducendo terminologie tipiche di quel mondo al pubblico non di lingua italiana come consigliere, caporegime e omertà (in italiano nel testo originale inglese); è stato adattato in tre film omonimi che ottennero grande successo, diretti da Francis Ford Coppola; in particolare, i contenuti del romanzo formarono la base per i primi due film, integrati da nuovo materiale, sceneggiato dall'autore stesso, per parte del secondo e del terzo.

## Trama

### Parte prima
New York, 1945. Il potente e rispettato boss siciliano Don Vito Corleone, in occasione del matrimonio della figlia Connie col fidanzato Carlo Rizzi, riceve nel proprio studio molti italiani emigrati negli Stati Uniti, che, chi per un motivo, chi per un altro, invocano disperatamente il suo aiuto. Essi richiedono il suo intervento in situazioni drammatiche, domandando, per esempio, una vendetta contro gli stupratori della propria figlia (che l'ordinaria giustizia statunitense ha lasciato sostanzialmente impuniti), di richiedere, tramite la sua rete di conoscenze politiche, la cittadinanza statunitense a un giovane italiano prigioniero di guerra altrimenti condannato al rimpatrio, lasciando la figlia senza marito, o chiedendo ingenti prestiti per aprire negozi o altre attività commerciali. Don Corleone, formalmente conosciuto come il più grande importatore di olio d'oliva italiano negli Stati Uniti, accetta tutte queste richieste di aiuto, ricordando però che essi sono tutti, da questo momento in poi, suoi debitori a cui lui potrà rivolgersi in qualunque momento.
Dopo il matrimonio, mentre il padrino si reca in ospedale ad assistere il morente di cancro Genco Abbandando (suo consigliere in seno alla cosca e vecchio amico d'infanzia), invia Tom Hagen, il figlio adottato di origini tedesche e irlandesi, ora legale di famiglia e facente funzioni di consigliori (consigliere), a Los Angeles perché convinca un potente produttore cinematografico, Jack Woltz, ad affidare la parte principale di un film al giovane cantante italo-americano Johnny Fontane, di cui il vecchio boss è padrino di battesimo. Don Corleone controlla molti uomini importanti del sindacato cinematografico, come per esempio il segretario Billy Goff, e, avendo il produttore diverse bagarre sindacali, spera di riuscire a far leva su questo affinché ceda alle sue richieste.
Nonostante ciò, Woltz nega veementemente questo favore, avendo un problema personale con Fontaine, ma nella notte, Hagen, dopo essere stato ospitato nella fastosa villa del potente produttore, fa decapitare il suo cavallo preferito, Khartoum, come avvertimento di ciò che Don Corleone potrebbe ordinare in caso di un secondo e ultimo rifiuto.
Infuriato e spaventato, Woltz accetta di affidare la parte al divo musicale. Johnny ha un bisogno disperato d'ottenere questa parte nel film di Woltz, poiché la voce gli si sta abbassando (presumibilmente a causa dell'abuso di alcool e altri vizi eccessivi a cui si è abbandonato da dopo il divorzio), causando il suo progressivo insuccesso come cantante.
Pochi giorni dopo, quando ha ormai ultimato di sistemare le promesse fatte ai propri debitori, Don Vito convoca un consiglio a cui partecipano il figlio Santino "Sonny" Corleone, il primogenito e possibile erede al titolo di Don, e il figliastro Tom, ora di fatto consigliere a seguito della morte di Genco Abbandando, per discutere della lucrosa proposta d'affari di Virgil Sollozzo, detto Il Turco, un ricco e influente signore della droga calabrese, desideroso di estendere il suo traffico di eroina e morfina negli Stati Uniti, dove, nella stessa New York, conta già dell'appoggio della famiglia Tattaglia, rivale dei Corleone. L'uomo richiede un finanziamento di due milioni di dollari in contanti, oltre alla protezione di diversi magistrati e politici sul libro-paga dei Corleone, in cambio di un loro guadagno pari al trenta percento sugli introiti del traffico che ne seguirà.
Sonny e Hagen sono più che convinti che il narcotraffico possa rappresentare un enorme passo in avanti per la famiglia Corleone, uno strumento per raddoppiare il già grande potere che il boss ha conquistato con il controllo sui sindacati, il gioco d'azzardo e il contrabbando di liquori e sigarette, benché il Don si mostri titubante.
Al successivo incontro con Sollozzo, in presenza inoltre dei capiregime Peter Clemenza e Salvatore Tessio, Don Corleone rifiuta seccamente la richiesta, spiegando che se la sua famiglia s'immettesse, anche solo a livello di protezione e finanziamento, in un traffico del genere, rischierebbe di perdere molti dei suoi agganci e coperture nelle istituzioni. Ma il figlio Sonny si lascia scappare un avventato commento che rivela a Sollozzo la divergenza di opinioni all'interno della famiglia, fornendogli dunque uno spiraglio per erodere l'ostacolo che adesso i Corleone rappresentano per lui.
Essendo poi Don Vito parecchio sospettoso sull'intera faccenda, trovando avventato che una famiglia mafiosa relativamente più debole della sua si butti così a capofitto in un affare del genere, decide d'inviare in avanscoperta il terribile Luca Brasi, il suo temuto e animalesco sicario, nelle file della famiglia Tattaglia, facendo loro credere che sia scontento del trattamento subito negli ultimi tempi dai Corleone e che voglia di conseguenza cambiar gabbana, in modo tale da raccogliere informazioni sui loro piani. Sollozzo intuisce senza troppa difficoltà l'intero trucco e pertanto fa uccidere Brasi, prendendolo di sorpresa durante un breve incontro tra i due.
Poco dopo, due sicari sorprendono Don Corleone all'uscita della Genco Puro Oil Company, sparandogli cinque proiettili in corpo. Portato d'urgenza in ospedale, il boss è ridotto in fin di vita e il figlio Sonny assume ad interim la guida della famiglia.
Noto nell'ambiente malavitoso come un individuo spietato e soggetto a frequenti scatti d'ira che ne minano la capacità di giudizio, Sonny scopre un traditore nel regime di Peter Clemenza, il giovane Paulie Gatto, impiegato proprio nel gruppo di guardie del corpo assegnato al Don, che ha avuto frequenti conversazioni telefoniche con Sollozzo, intenzionato a scoprire le abitudini di Don Corleone per poterlo sorprendere alla giusta occasione, e impartisce dunque allo stesso Clemenza l'ordine di ucciderlo, cosa che, tramite il neofita Rocco Lampone, farà alquanto amaramente (lo stesso Clemenza si sente offeso personalmente dal tradimento di Gatto, avendolo addestrato e reclutato nel proprio regime di persona). Il giovane Michael Corleone, terzogenito di Don Vito, eroe di guerra e unico figlio ad aver rifiutato un posto nell'organizzazione criminale paterna, si reca all'ospedale per trovare il padre morente e ivi scopre che gli uomini del luogotenente Tessio sono stati misteriosamente mandati via e che Don Corleone è in pratica esposto a un nuovo attacco di Virgil Sollozzo. Sonny e Clemenza assumono dei detective privati, ma prima che arrivino, Michael è aggredito dal capitano di polizia Mark McCluskey, un uomo corrotto al soldo di Sollozzo, che con un pugno gli spacca la mascella.
Con Don Vito ora finalmente al sicuro in ospedale, Tom e Sonny si rendono conto che Sollozzo è un nemico molto più potente di quello che immaginavano e che, fintanto che potrà godere della protezione di McCluskey, non potrà essere nemmeno sfiorato con un dito. Quando poi questi, con l'intento di far abbassare nuovamente la guardia ai Corleone, richiederà un incontro pacificatore con lo stesso Michael quale portavoce della famiglia - essendo considerato estraneo dagli ambienti malavitosi e dunque neutrale - presso una località segreta, Michael, offeso dall'aggressione subita - ma anche preoccupato per l'incolumità del padre -, convince tutti i familiari e gli agenti al loro servizio offrendosi di uccidere personalmente i due nemici, sfruttando proprio la sua insospettabilità; tutto ciò lo costringerebbe però a divenire un membro attivo e permanente della cosca mafiosa, oltre a porre i Corleone in pericolo, non essendo mai stato assassinato alcun ufficiale di polizia a New York da un qualsiasi membro appartenente alle cosche mafiose.
Sotto la guida esperta di Peter Clemenza, Michael impara a usare una pistola speciale, priva di numero di serie, sulla quale non rimangono impresse le impronte digitali. Tramite un agente di polizia sul libro-paga di Sonny poi, si scopre che l'incontro proposto da Sollozzo con Michael avrà luogo in un locale del Bronx, dove Tessio e Clemenza provvedono a nascondere la pistola prima del loro arrivo.
Michael riesce nel suo intento di uccidere Sollozzo e McCluskey, e, come pianificato, fugge a bordo di una nave mercantile alla volta della Sicilia, dove si tratterrà per un periodo di tempo indefinito sotto l'ala protettiva di Don Tommasino, un temuto e rispettato capomafia, amico di vecchia data di Don Vito, finché l'intera faccenda non sarà sistemata.

### Parte seconda
Nel mentre, Johnny Fontane ha avuto un successo strepitoso con la sua interpretazione nel film di Woltz, prossimo a uscire nelle sale cinematografiche. Il denaro che ha incassato gli consente di acquistare un'enorme villa con tanto di maggiordomi, oltre a intrattenersi con amanti occasionali a volontà. Tuttavia, seguendo il consiglio del suo padrino Don Vito, si riconcilia con Virginia, la sua ex-moglie, soprattutto per le due bambine di cui è padre. Il divo trentacinquenne viene poi visitato da Tom Hagen, il quale lo informa che Don Vito è in grado di fargli vincere il Premio Oscar, garantendogli molte possibilità professionali future, e che si aspetta che diventi un grosso produttore cinematografico, più potente dell'ottuso Jack Woltz, che vanta la sua vicinanza con la Casa Bianca per via della propaganda fatta per gli Alleati durante la guerra. Fontaine si mette subito al lavoro, e ingaggia il vecchio amico cantante Nino Valenti, divenuto un forte bevitore.

### Parte terza

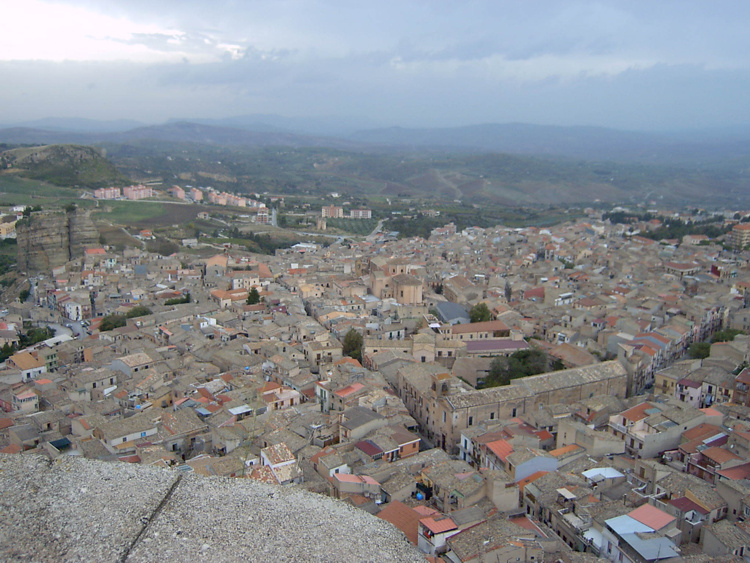
Corleone

La narrazione si sposta poi sulle origini di Don Vito, nato a Corleone, un piccolo e povero paesino della provincia di Palermo, con il nome di Vito Andolini, sul finire dell'Ottocento. Un giorno, suo padre viene convocato al cospetto del locale boss mafioso, Don Ciccio, essendosi rifiutato di pagargli il pizzo, che, in un impeto d'ira, uccide. Una settimana dopo, il suo corpo viene ritrovato fatto a pezzi a colpi di lupara. Vito ha dodici anni e, in mancanza del fratello del padre, selvaggiamente ucciso dagli uomini di Don Ciccio, viene ritenuto abbastanza grande da poter compiere una vendetta e, a causa di ciò, viene braccato dai locali mafiosi affinché venga ucciso. La madre e i parenti lo mandano dunque a New York, dalla famiglia Abbandando, presso la cui drogheria alimentare inizia a lavorare come garzone.
All'arrivo a Ellis Island, dove gli immigrati sostavano per la quarantena, anche grazie a una superficialità di un impiegato doganale, cambia il proprio cognome in Corleone, per conservare qualche legame con il villaggio natio. A diciotto anni si sposa con una giovane siciliana appena giunta a New York e, due anni dopo, nasce il piccolo Santino.
In occasione della nascita del secondogenito Fredo, Don Vito viene licenziato dal signor Abbandando a causa dell'interferenza di Don Fanucci, esponente della Mano Nera, che impone il proprio nipote come garzone. Per pochi mesi lavora come operaio delle ferrovie, impiego che abbandonerà dopo un po' a causa della sfiancante mole di lavoro e della paga grama, tra l'altro non sempre garantitagli.
L'incontro col crimine sarà fortuito: un giorno viene repentinamente avvicinato da un giovane Peter Clemenza, che gli chiede affannosamente aiuto nascondendo una collezione di pistole. Pochi giorni dopo, per riconoscenza, Clemenza lo fa entrare nella propria banda, dedita a furti di tappeti e vestiti, di cui fa parte anche il giovane Salvatore Tessio, e riceve la mansione di guidatore degli autocarri.
Quando la banda entra nelle mire di Fanucci, che impone loro il pagamento del tributo, Don Vito trama la propria vendetta contro di lui. Convince i due soci a mandarlo di persona a pagare lo scarso tributo disponibile, insistendo sul fatto che intende farlo ragionare, ma invece trova il modo di ucciderlo a colpi di pistola. Nei giorni successivi, Don Vito viene visto come il salvatore del quartiere, e molti che prima pagavano il debito a Fanucci accettano la sua protezione. Sono soprattutto i conduttori del gioco d'azzardo. Corleone fonda poi in società con il vecchio amico Genco la Genco Puro Oil Company, di cui entrano a far parte anche i nuovi compagni Tessio e Clemenza, che reclutano a loro volta nuovi uomini.
All'inizio, Don Vito s'impone come uno spietato uomo d'affari, che elimina senza complimenti e con qualsiasi mezzo a propria disposizione i concorrenti nell'importazione dell'olio d'oliva italiano ma, durante l'era del proibizionismo e la Grande depressione, tramite le conoscenze di Clemenza, entra ben presto nel campo del contrabbando di alcolici provenienti dal Canada. Grazie all'operato di Genco Abbandando, viene avviato un sistema di corruzione che comprende la polizia e alcuni grandi avvocati. Nel 1933, terminato il proibizionismo, si butta nel campo del gioco d'azzardo, per rispondere agli sconquassi che la revoca di tale situazione comporta. Entra però in forte contrasto con Salvatore Maranzano, il potente gangster alleato di Don Philip Tattaglia, altro boss newyorkese a capo della rete di prostituzione della città, e di Al Capone, il boss di Chicago, a cui Maranzano e Tattaglia chiedono subito aiuto. Sembra una lotta impari, ma Corleone, che vanta molti rapidi informatori, batte i sicari provenienti da Chicago sul tempo, grazie all'intervento di Luca Brasi, che li cattura e uccide a colpi di ascia. Subito dopo, Maranzano viene ucciso dagli uomini di Tessio.
I Corleone controllano ormai incontrastati il gioco d'azzardo in città e avviano una rete di tributi e protezioni, ottenendo una rapida crescita del loro impero criminale, che si estende al promettente controllo dei sindacati.
Vito Corleone, il temuto padrino, tenta poi di pacificare la malavita di New York, per rafforzare la propria posizione al suo interno, e avvia un'intensa attività diplomatica. Ma all'inizio delle trattative viene colpito nel torace da un sicario irlandese, e Sonny prende il comando della cosca tra il 1935 e il 1937, dimostrandosi un capo crudele e sanguinario, avvalendosi più e più volte della consueta ferocia di Luca Brasi. Don Corleone, guarito dalle ferite, porta avanti la sua missione di pace fino al 1939, quando firma la pace e l'unità con le principali famiglie degli Stati Uniti, e con i vari gruppi ancora in guerra, consolidando la posizione di boss mafioso italo-americano più potente e rispettato.

### Parte quarta
A seguito dunque dell'uccisione di Virgil Sollozzo e Mark McCluskey, nel 1947, tra le cinque famiglie mafiose della Grande Mela scoppia una feroce guerra senza quartiere. Nessuna ha conservato le proprie protezioni legali e politiche, mentre i Corleone stanno guerreggiando per mantenere la loro egemonia sul gioco d'azzardo, biecamente attaccato dai Tattaglia. Carlo Rizzi, il marito fedifrago di Connie, la picchia selvaggiamente quando questa scoppia in attacchi d'isteria alle sue scoperte delle svariate scappatelle di lui; per via di ciò, viene a sua volta ridotto in fin di vita dal cognato Sonny. Per vendicarsi di tale affronto, così come per cercare di avanzare nella malavita, ritenendosi sottorappresentato in seno alla famiglia (pur essendo sposato con la figlia del Don, lo stesso Don Vito lo ha voluto tenere a debita distanza dai grossi affari della famiglia), decide di passare al nemico e inscena ad arte un secondo pestaggio della moglie per attirare allo scoperto e privo di difese l'irascibile Sonny, che perirà appunto in un'imboscata a colpi di mitra.

### Parte quinta
Vito Corleone, rimessosi dall'attentato e ripreso saldamente il comando della famiglia, richiede una riunione con i boss mafiosi italiani di tutti gli Stati Uniti, deciso più che mai a trovare una soluzione diplomatica al rovinoso andamento della guerra. Durante il convegno, astutamente, giura che non intende vendicare la fine di Santino, temendo per la vita di Michael, e scopre che Philip Tattaglia è soltanto una pedina del potente e calcolatore Don Emilio Barzini, la vera mente dietro i progetti di Virgil Sollozzo di estendere il narcotraffico di oppiacei dall'Europa e gli altri paesi del Mediterraneo agli States. Si riesce dunque a siglare una pace, arrivando pure a imbastire una sorta di "commissione" per il traffico di droghe, ora approvato dalle famiglie, e Don Corleone si trova costretto ad accettare di fornire la propria protezione legale e politica a tutti i coinvolti, secondo la vecchia richiesta avanzatagli dal defunto Sollozzo.
In realtà, questa riunione è importante per i Corleone, poiché Don Vito intende tastare il terreno sotto i piedi, e assicurarsi che il figlio Michael ritorni in America in sicurezza, dopo aver scaricato su un altro la colpa dell'omicidio del capitano di polizia McCluskey.

### Parte sesta
Michael, protetto sotto mentite spoglie dalla cosca di Don Tommasino in Sicilia, esplora le campagne in lunghe passeggiate, nelle quali è assistito dai fidi guardaspalle Fabrizio, detto Il Pastore, e Calò.
Soprattutto, apprende molte cose sulla Sicilia e circa la storia e l'ordinamento di Cosa Nostra, arrivando a comprendere meglio gente come Peter Clemenza e Luca Brasi, uomini che incarnano la violenza così come se l'è sempre immaginata.
Un giorno incontra la giovane Apollonia Vitelli, figlia di un rispettabile locandiere, privo di legami con la mafia, e la sposa. Tuttavia, come Don Tommasino aveva presagito insieme a Vito Corleone in America, il matrimonio permette a troppa gente sospetta di conoscere l'identità del giovane rifugiato, e l'anziano boss palermitano ne ordina l'immediato trasferimento. Tuttavia, l'automobile di Michael viene sabotata, ed esplode appena l'innocente Apollonia, che proprio in questi giorni sta imparando a guidare, gira la chiave per metterla in moto. Creduto morto, Michael viene trasferito in una casa di montagna di Don Tommasino, il quale lo informa che il padre Vito è riuscito a produrre prove false con cui un condannato a morte, prossimo all'esecuzione, viene creduto responsabile dell'omicidio di Virgil Sollozzo e Mark McCluskey. Ora può finalmente ripartire per New York.

### Parte settima
Sei mesi dopo essere tornato a New York, Michael assume la guida della famiglia Corleone, con la benedizione del padre, che si ritira ormai vecchio e stanco. Dopo un'incertezza iniziale, si ricongiunge con Kay Adams, la sua ex-fidanzata (si erano, agli inizi del romanzo, lasciati a causa della famiglia di lui), che sposa. Il novello padrino compie ripetuti viaggi a Las Vegas, dove il fratello Fredo è stato mandato come gestore di un piccolo giro di hotel e casinò per conto della famiglia. Entra ben presto in conflitto con l'elegante e istrionico gangster ebreo Moe Greene, che rifiuta sdegnosamente di cedere la propria quota dell'attività ai Corleone, asserendo che ormai i loro giorni di gloria sono terminati e che Don Emilio Barzini gli è venuto incontro con un'offerta d'affari vantaggiosissima. In realtà, Michael ha in progetto l'eliminazione di Moe Greene, poiché ha mancato di rispetto alla famiglia Corleone prendendo a schiaffi Fredo in pubblico, formalmente per una questione di ordine del locale, ma in realtà per motivi di affari, dovuti alle mire di Don Barzini sul giro dei Corleone in Nevada. Greene verrà poi freddato da un sicario al soldo dei Corleone all'interno della casa di una delle sue amanti.
Tornato a New York, Michael destituisce Tom Hagen dal titolo di consigliere, indirizzandolo alla mansione di avvocato legale a Las Vegas, dove intende dislocare la famiglia, e annuncia che entro sei mesi Peter Clemenza e Salvatore Tessio potranno mettersi a capo di proprie famiglie. Il giovane boss, inoltre, cova in segreto l'intento di eliminare i boss delle cinque famiglie di New York, vendicando così la morte di Sonny e Apollonia, e recuperando la posizione di grande rispetto e potere che la famiglia Corleone aveva fino ai tempi del conflitto con Sollozzo e i Tattaglia. Soprattutto, Michael è al corrente che Barzini proporrà un incontro, con il proposito di assassinarlo tramite un intermediario, un traditore in seno alla famiglia. Il piano dovrebbe scattare entro un anno, ma il vecchio Vito Corleone muore d'infarto una domenica mattina, nel proprio orto.

### Parte ottava
Tramite i neofiti Al Neri e Rocco Lampone, oltre a vari agenti del regime di Clemenza, Michael porta a termine l'eliminazione dei boss rivali in affari prima del incontro mortale con Emilio Barzini. In questa successione di brutali e sanguinari omicidi, viene eliminato pure il caporegime Tessio, rivelatosi essere il traditore vendutosi ai Barzini. L'ultimo a morire per ordine di Michael è, infine, Carlo Rizzi, reo di aver complottato nell'omicidio del fratello Sonny, che viene quindi strangolato da Clemenza.

### Parte nona
La famiglia Corleone, sotto la guida di Michael, è divenuta la più potente della mafia italoamericana. Viene ultimato il trasferimento della famiglia nel Nevada, dove Michael diventa proprietario di una ditta di costruzioni e dimostra interesse per i comitati politici locali. Peter Clemenza, con il trasferimento dei Corleone, diventa alla fine il Don della propria cosca mafiosa in città. Kay Adams Corleone aspetta un altro figlio da Michael, il terzo, e si infuria con lui, di cui ha intuito la parte di mandante nell'esecuzione del marito di Connie. Furiosa col marito, abbandona assieme ai figli la casa di Long Island, dove lei e Michael vivevano assieme a tutta la famiglia Corleone, e torna dai propri genitori nel New Hampshire. Verrà fatta tornare sui propri passi da Tom Hagen, che le spiegherà come Michael non avesse altra scelta se non agire come aveva fatto. Lasciare in vita Carlo e Tessio avrebbe significato lasciare potenziali traditori vivi, cosa che avrebbe potuto un giorno mettere in pericolo la stessa Kay e i loro figli. Saputo ciò, la donna tornerà dal marito, riconciliandosi con lui.

## Trasposizione cinematografica
Dalle vicende descritte nel romanzo sono stati tratti tre film:
- Il padrino, del 1972, il quale racconta le vicende del libro esclusa la parte terza, ovvero quella relativa alla giovinezza di Vito Corleone (quest'ultima presente nel secondo film);
- Il padrino - Parte II, del 1974, in cui vengono ripresi i temi dell'ascesa di Don Corleone uniti alle vicende del figlio Michael;
- Il padrino - Parte III, 1990, in cui Michael anziano consegna il comando al giovane nipote Vincent Mancini;

Era prevista la realizzazione del film Il padrino - Parte IV, ma Mario Puzo morì, bloccando il progetto.
Il cast comprende Marlon Brando e Robert De Niro per la parte di Don Corleone, il primo per la parte da vecchio, l'altro lo stesso da giovane, entrambi vincitori di un Oscar; un giovane e già conosciuto James Caan per la parte del primogenito Sonny, e Al Pacino, che fu scoperto dal pubblico proprio con questo film; infine, tra gli interpreti principali, Robert Duvall per la parte dell'avvocato Tom Hagen.
Ha preso parte alla trilogia, tra gli altri, l'attore italiano Gastone Moschin, che interpreta un capo della Mano Nera newyorkese (don Fanucci), durante la giovinezza di Vito Corleone.

## Edizioni
- Il Padrino, traduzione di Mercedes Giardini, Collana Il Camaleonte, Milano, dall'Oglio, editore, 1970,  p. 451.
- Il Padrino, traduzione di Mercedes Giardini Ozzola, Collana I Grandi Scrittori, Milano, Corbaccio, 2012, ISBN 978-88-6380-372-3.